# Senaïta
La senaïta és un mineral de la classe dels òxids, que pertany al grup de la crichtonita. Rep el nom en honor de Joaquim Candido da Costa Sena (1852-1919), professor de mineralogia a l'Escola de Mines d'Ouro Preto, al Brasil.

## Característiques
La senaïta és un òxid de fórmula química Pb(Mn‚Y‚U)(Fe‚Zn)₂(Ti‚Fe‚Cr‚V)₁₈(O‚OH)₃₈. Cristal·litza en el sistema trigonal. La seva duresa a l'escala de Mohs es troba entre 6 i 6,5. Forma una sèrie de solució sòlida amb la gramaccioliïta-(Y).
Segons la classificació de Nickel-Strunz, la senaïta pertany a «04.CC: Òxids amb relació Metall:Oxigen = 2:3, 3:5, i similars, amb cations de mida mitjana i gran» juntament amb els següents minerals: cromobismita, freudenbergita, grossita, clormayenita, yafsoanita, latrappita, lueshita, natroniobita, perovskita, barioperovskita, lakargiïta, megawita, loparita-(Ce), macedonita, tausonita, isolueshita, crichtonita, davidita-(Ce), davidita-(La), davidita-(Y), landauïta, lindsleyita, loveringita, mathiasita, dessauïta-(Y), cleusonita, gramaccioliïta-(Y), diaoyudaoïta, hawthorneïta, hibonita, lindqvistita, magnetoplumbita, plumboferrita, yimengita, haggertyita, nežilovita, batiferrita, barioferrita, jeppeïta, zenzenita i mengxianminita.

## Formació i jaciments
Va ser descoberta a la localitat Brasilera de Datas, a l'estat de Minas Gerais. També ha estat descrita en altres indrets d'aquest país americà, així com als Estats Units, el Canadà, Itàlia, Grècia, França, Macedònia del Nord, Noruega, Suïssa, Àustria, Suècia, Aràbia Saudí, Mongòlia, la República Popular de la Xina i Rússia.